# Большой Кей
Большо́й Кей (африк. Groot-Keirivier, англ. Great Kei River) — река в Восточно-Капской провинции ЮАР. Длина реки около 520 км, площадь бассейна 20 566 км². Имеет ряд притоков.
Берёт начало от слияния рек Чёрный Кей и Белый Кей северо-восточнее города Каткарт. Большой Кей впадает в Индийский океан неподалёку от городка Кей-Маут. Река образует юго-западную границу региона Транскей.